# Kino (brittisk rockgrupp)
Kino är en brittisk progressiv rockgrupp som bildades 2004 av John Mitchell (tidigare medlem i Arena/The Urbane), Chris Maitland (Porcupine Tree), Pete Trewavas (Marillion/Transatlantic) Bob Dalton (It Bites) och John Beck (It Bites).

## Diskografi
Singel
- Picture (2005)

Samlingsalbum
- Cutting Room Floor (2005)